# Copris laioides
Copris laioides là một loài bọ cánh cứng trong họ Bọ hung (Scarabaeidae).